# Король бубни
«Король бубни» (рос. «Король бубён») — радянський художній короткометражний фільм 1958 року, знятий на студії «Центрнаукфільм».

## Сюжет
Молоді люди Саша і Катя закохані один в одного і збираються одружитися, але перед весіллям наречений їде у відрядження. Перед самим від'їздом наречена ображається на Сашу і вважає, що в усьому винні прикмети — сіль розсипалася. Поспішаючи на вокзал проводити нареченого, Катя помічає й інші прикмети — кішка перебігла дорогу, жінка пронесла порожні відра — і Катя, запізнившись і не встигнувши попрощатися з Сашком, звинувачує в усьому прикмети. Поки Саша у відрядженні, Катя переживає і, нарешті, не витримавши, Катіна забобонна мати йде до ворожки, яка нагадала парі довгу розлуку. Але Саша повертається і мириться з Катею, а ворожка потрапляє в міліцію.

## У ролях
- Ольга Бган —  Катя
- Всеволод Ларіонов —  Саша
- Олена Максимова —  мати Каті
- Єва Мілютіна —  ворожка
- Михайло Яншин —  чоловік ворожки
- Віра Карпова

## Знімальна група
- Режисер-постановник — Борис Епштейн
- Сценаристи — Михайло Вітухновський, Лев Савельєв
- Оператор-постановник — Альфредо Алварес
- Композитор — Євген Жарковський